# Budynek dawnej Komory Wodnej w Warszawie
Budynek dawnej Komory Wodnej w Warszawie, także dom Mostowy, dom Pod Kolumnami – zabytkowy budynek znajdujący się w Warszawie w dzielnicy Praga-Północ przy ul. ks. Ignacego Kłopotowskiego 1/3.

## Historia
Klasycystyczny budynek został wybudowany w latach 1824–1825 według projektu Antonia Corazziego jako miejsce poboru opłat za przejazd przez most łyżwowy łączący ulice Bednarską i Brukową (obecnie ul. ks. I.Kłopotowskiego) (za jego odpowiednik na lewym brzegu Wisły niesłusznie uważa się budynek łazienek Teodozji Majewskiej przy ul. Bednarskiej 2/4).
Budynek przestał pełnić swoją pierwotną funkcję w 1864 roku, po oddaniu do użytku stałego mostu Aleksandryjskiego (mostu Kierbedzia). W II poł. XIX wieku z powodu złego stanu technicznego przebudowany i podwyższony. Pierwotną formę przywrócono podczas renowacji w latach 1975−1978.
Budynek został uszkodzony w czasie II wojny światowej. W 1945 zajmowali go saperzy radzieccy budujący most wysokowodny. Po 1945 został odbudowany na siedzibę Biura Turystyki Zagranicznej „Juventur”. W latach 1964–1967 w sąsiedztwie wzniesiono osiedle Panieńska.
W 1965 roku budynek został wpisany do rejestru zabytków.
Jest jednym z najstarszych zabytków Pragi. Obecnie mieści się w nim Urząd Stanu Cywilnego m. st. Warszawy Dzielnicy Praga-Północ.

## Opis
Składający się z trzech przęseł ryzalit środkowy rozczłonkowany jest masywnymi filarami, pomiędzy którymi osadzono pary kolumn jońskich wspierających imposty na których rozpięte są arkady. Zwieńczeniem ryzalitu jest trójkątny tympanon w polu którego znajduje się płaskorzeźba dłuta Tomasza Accardiego przedstawiająca Posejdona na rydwanie zaprzężonym w konie o rybich ogonach.
Portyk kryje elewację z drzwiami na osi środkowej flankowanymi trzema osiami okien z każdej strony. Ponad gzymsem w partii wszystkich osi znajdują się płyciny z płaskorzeźbami. Elewacja z wyjątkiem półpiętra ozdobiona jest pasowym boniowaniem. Oba jednokondygnacyjne skrzydła boczne mają liczące po pięć przęseł portyki i zwieńczone są pełnymi attykami.
Na budynku zachowały się tabliczki informujące o rekordowo wysokich stanach Wisły m.in. w latach 1813 i 1844.

## Galeria

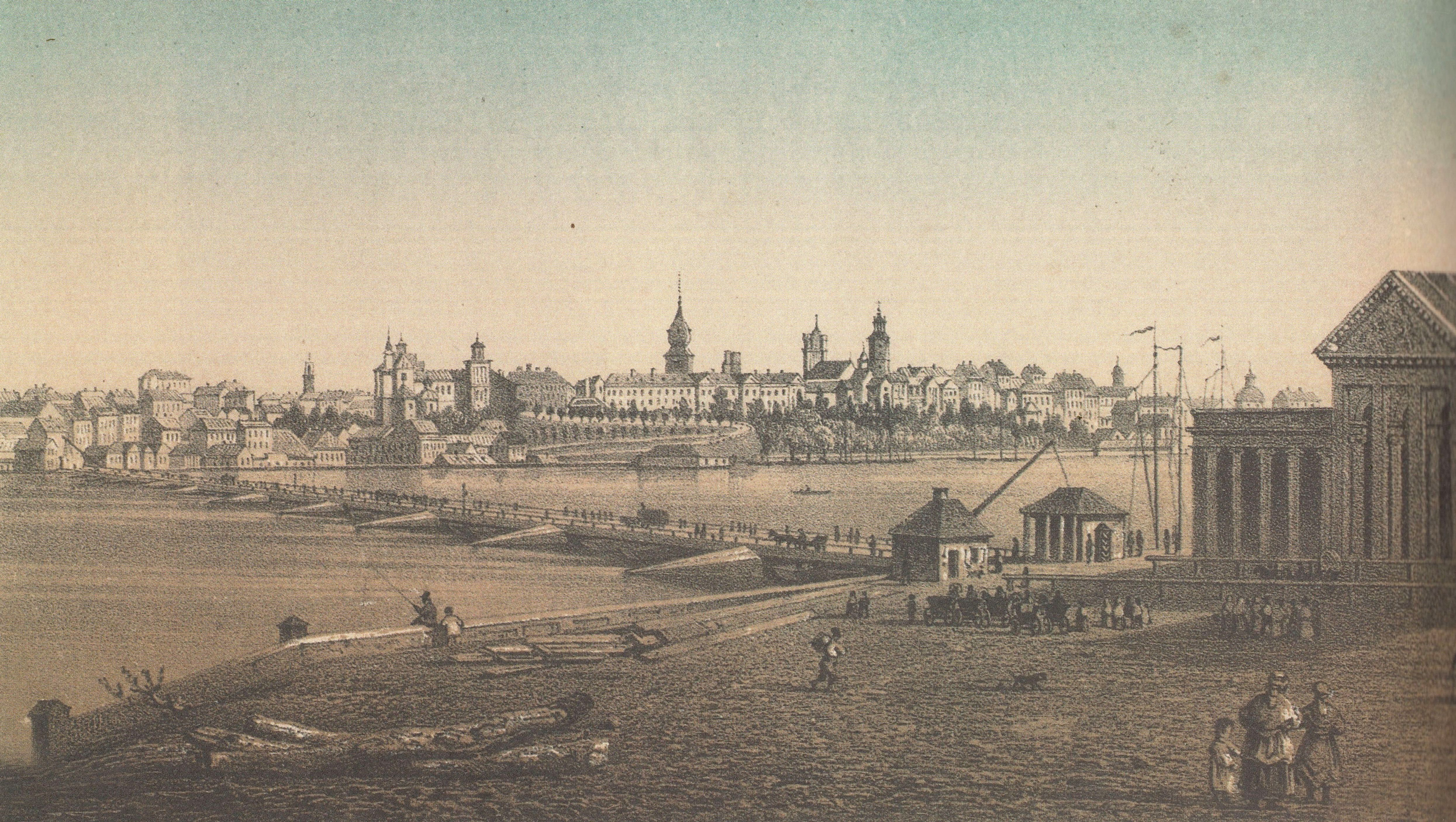
Komora Wodna (po prawej) na chromolitografii Juliana Ceglińskiego, 1859
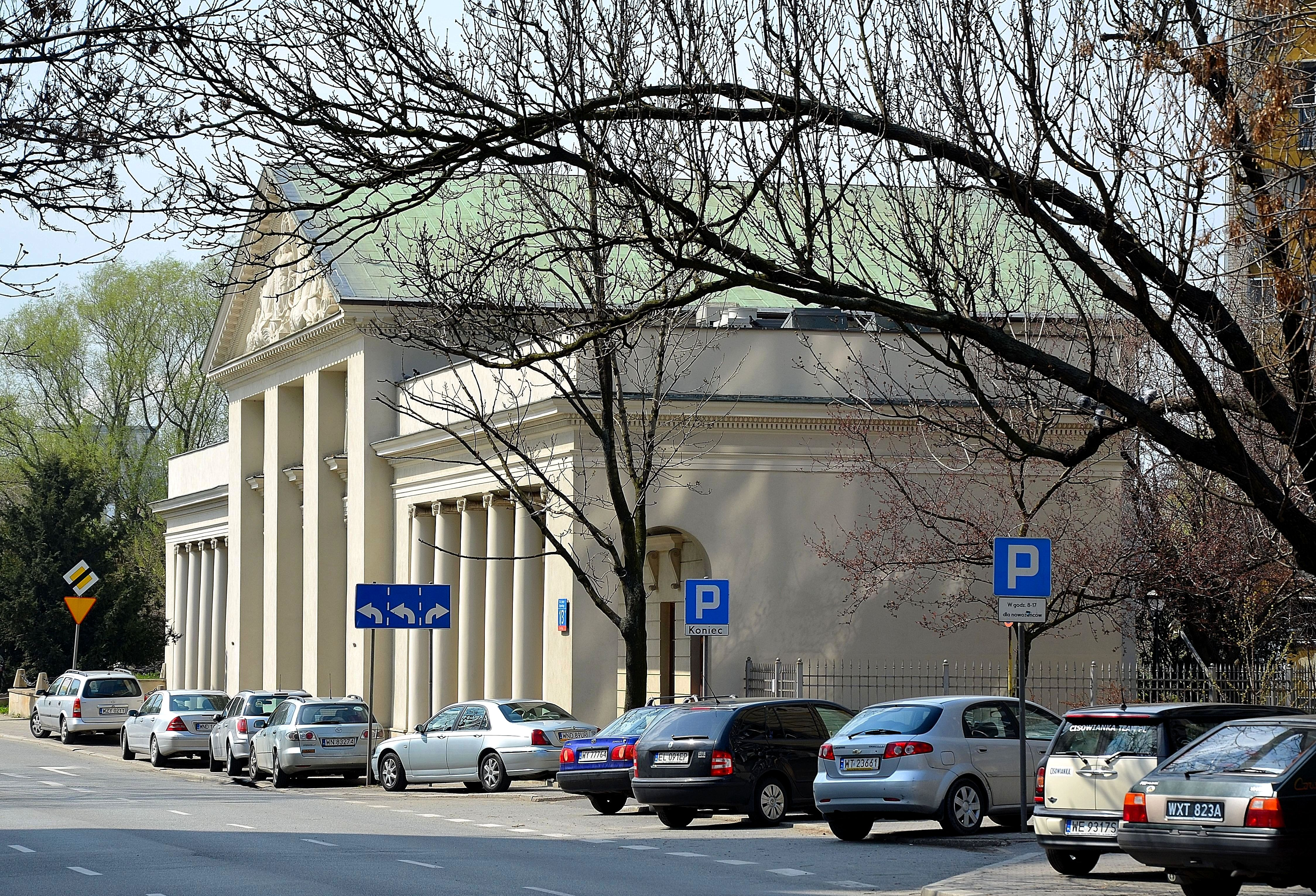
Budynek widziany ze skrzyżowania ulic ks. I.Kłopotowskiego i Panieńskiej
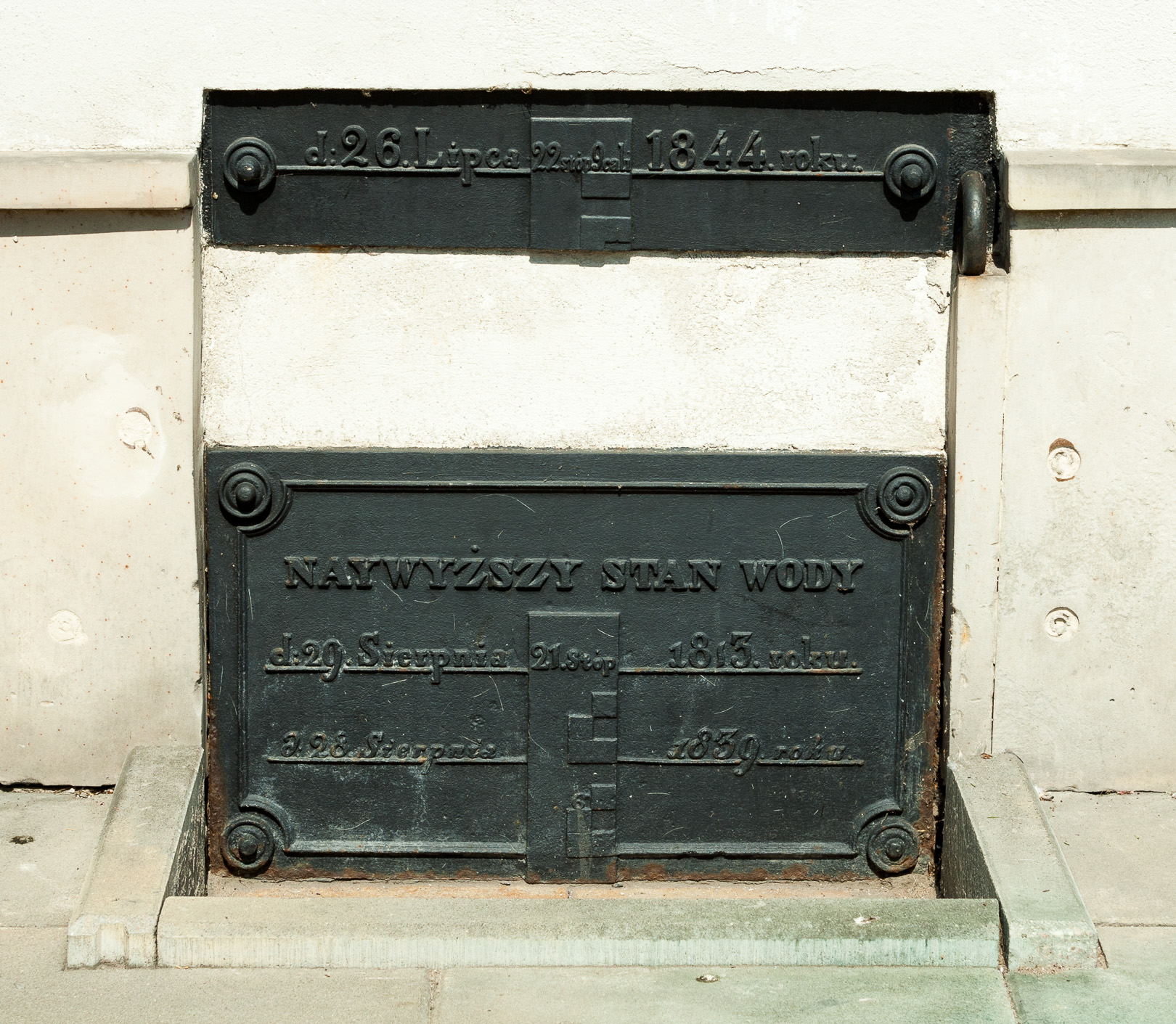
Tablice z zaznaczonymi poziomami wody podczas powodzi w latach 1844, 1813 i 1839